# Il Muro del Canto
Il Muro del Canto è un gruppo musicale italiano di genere folk rock, nato a Roma nel 2010.
Il gruppo si ispira alla musica popolare romana cercando di attualizzarla, come sintetizzato dal logo adottato, un albero dalle profonde radici ma coi rami protesi in alto. Il gruppo è attualmente composto da Daniele Coccia Paifelman (voce e testi), Eric Caldironi (chitarra acustica), Ludovico Lamarra (basso elettrico) e Franco Pietropaoli (chitarra elettrica). Per diversi anni, è stato il gruppo in cui ha suonato il noto cantautore Giancane.

## Storia
Gli esordi risalgono al 2010, quando diversi musicisti della scena indipendente e alternativa romana, provenienti da generi musicali anche molto distanti tra loro, si uniscono intorno al brano Luce mia, diventato un EP e un vero e proprio manifesto artistico del gruppo. 
Nel 2011 vince il Premio Stefano Rosso come migliore arrangiamento del brano E intanto il Sole si nasconde e l'anno successivo, il 2012, vede la pubblicazione del primo album, L'ammazzasette (Goodfellas), che ottiene ottime recensioni sia dalla stampa specializzata che dalla stampa nazionale. Esponenti della nuova musica popolare romana, partecipano insieme ad artisti come Ardecore e BandaJorona alla compilation Mamma Roma addio, che annovera il brano d'apertura di Remo Remotti e Recycle, Roma addio.
Nel 2013 esce il secondo album, Ancora ridi (Goodfellas), mixato da Tommaso Colliva, e nel 2014 pubblica anche il 7 pollici prodotto da Hellnation Vivere alla grande/Le mantellate, quest'ultima cover della celebre canzone di Giorgio Strehler. 
Sin dalla nascita impegnato in cause sociali, spesso legate alla città di Roma, nel 2014 collabora insieme gli Assalti Frontali per scrivere Il lago che combatte, inno di resistenza in difesa del lago dell'ex Snia di Roma, l'unico lago naturale della Capitale minacciato e poi salvato dalla speculazione edilizia. Il video realizzato da Marcello Saurino diviene un fenomeno virale e per i 25 anni della trasmissione Blob di Rai 3 è trasmesso in anteprima.
Nel 2017 collaborano con il Piotta nel brano 7 Vizi Capitale, sigla di coda della prima stagione della serie televisiva di Netflix Suburra. Nel 2017 partecipano alla colonna sonora del documentario Piccolo Mondo Cane di Claudio Casale e Matteo Bennati. Nel 2018 partecipano alla colonna sonora del film horror Go Home - A casa loro, diretto da Luna Gualano, con il brano Luce mia. 
Nel 2018 viene pubblicato il quarto album, L'amore mio non more (Goodfellas), la cui copertina è disegnata dall'artista Lucamaleonte. Il video ufficiale del primo singolo, La vita è una, vede la partecipazione dell'attore Marco Giallini mentre il secondo video ufficiale di Reggime er gioco  quella di Vinicio Marchioni. Poche settimane dall'uscita del disco, viene annunciata l'uscita dal gruppo di Giancane, che sarà sostituito alla chitarra elettrica da Franco Pietropaoli, proveniente dal progetto Roma Nostra. L'uscita, però, non chiuderà una collaborazione umana e artistica consolidatasi in centinaia di concerti, in Italia e all'estero.
L'ultimo disco del gruppo è Maestrale (FioriRari, Goodfellas), del 2022, che vede unirsi alla produzione anche l'etichetta del cantautore romano Roberto Angelini, col quale il gruppo aveva già collaborato dal vivo in numerose occasioni, negli anni precedenti. La copertina questa volta è realizzata dal fumettista David Messina. 
Nel marzo 2024 viene annunciata l'uscita dal gruppo prima di Alessandro Pieravanti e poi di Alessandro Marinelli, notizia che porta il resto della formazione a riorganizzare i propri progetti futuri, legati in particolar modo a concerti e ad un nuovo album; tra fine aprile ed inizio maggio vengono resi ufficiali i nomi dei due sostituti, rispettivamente Edoardo Petretti alla fisarmonica e Gino Binchi alla batteria.

### Progetti paralleli
Nel 2014 Daniele Coccia Paifelman, Eric Caldironi e Alessandro Marinelli registrano a nome Montelupo il Canzoniere Anarchico, ben 17 brani della tradizione anarchica Italiana, in un disco prodotto da Goodfellas e che si fregia dell'introduzione di Alessio Lega. Daniele Coccia Paifelman, inoltre, nel 2017 registra il suo primo disco solista, intitolato Il cielo di sotto (La Grande Onda).
I monologhi recitati dal gruppo sono stati raccolti nei libri 500 e altre storie e Mestieri, scritti e curati da Alessandro Pieravanti, il secondo illustrato da Domenico Migliaccio. Inoltre, nel 2019 alcuni loro monologhi entrano in Roma sarà distrutta in un giorno, scritto e illustrato da Roberto Recchioni.

## Stile
Nello stile musicale del gruppo confluiscono da un lato le tradizioni popolari e dall'altro le contaminazioni rock e dark e nei testi tematiche incentrate sull'amore, sulla morte e sull'anticlericalismo, interpretati dalla voce di Daniele Coccia Paifelman, secondo il giudizio di Federico Guglielmi, e dalla voce narrante di Alessandro Pieravanti.

## Formazione

### Attuale
- Daniele Coccia Paifelman – voce
- Ludovico Lamarra – basso
- Eric Caldironi – chitarra acustica, pianoforte
- Franco Pietropaoli – chitarra elettrica, cori (da novembre 2018)
- Edoardo Petretti – fisarmonica (da aprile 2024)
- Gino Binchi – batteria (da maggio 2024)

### Ex componenti
- Alessandro Marinelli – fisarmonica, pianoforte (fino a marzo 2024)
- Alessandro Pieravanti – voce narrante e percussioni (fino a marzo 2024)
- Giancarlo Barbati – chitarra elettrica, cori (fino a ottobre 2018)

## Discografia

### Album in studio
- 2012 – L'ammazzasette
- 2013 – Ancora ridi
- 2016 – Fiore de niente
- 2018 – L'amore mio non more
- 2022 – Maestrale
- 2024 – La mejo medicina

### EP
- 2011 – Il Muro del Canto

### Singoli
- 2014 – Vivere alla grande/Le mantellate
- 2017 – 7 vizi capitale/Roma Calling (con Piotta)
- 2021 – Controvento
- 2022 – Cometa
- 2022 – La luce della luna

### Compilation
- 2012 – Mamma Roma addio